# Loch More (sjö i Storbritannien, lat 58,38, long -3,58)
Loch More är en sjö i Storbritannien.   Den ligger i kommunen Highland och riksdelen Skottland, i den norra delen av landet, 800 km norr om huvudstaden London. Loch More ligger 120 meter över havet.Trakten runt Loch More består i huvudsak av gräsmarker.